# تلمبة حسن صادقي
تلمبة حسن صادقي (بالفارسية: تلمبه حسن صادقي) هي منطقة سكنية تقع في فارس في إيران.